# Prix Iris du meilleur premier film
Le prix Iris du meilleur premier film est une récompense cinématographique québécoise décernée chaque année depuis 2019 par le Gala Québec Cinéma. Cette catégorie concerne les longs métrages qui sont les premiers dans la filmographie de leurs réalisateurs respectifs.

## Palmarès
Source : Québec Cinéma

### Années 2010
- 2019 : À tous ceux qui ne me lisent pas de Yan Giroux

### Années 2020
- 2020 : Sympathie pour le diable de Guillaume de Fontenay
  - Mad Dog Labine de Jonathan Beaulieu-Cyr et Renaud Lessard
  - Le Vingtième Siècle de Matthew Rankin

- 2021 : Vacarme de Neegan Trudel
  - Jusqu'au déclin de Patrice Laliberté
  - Félix et le trésor de Morgäa de Nicolas Lemay

- 2022 : Sin La Habana de Kaveh Nabatian
  - Beans de Tracey Deer
  - Bootlegger de Caroline Monnet

- 2023 : Falcon Lake de Charlotte Le Bon
  - Farador (en) de Édouard Albernhe Tremblay
  - Les Hommes de ma mère d'Anik Jean
  - Noémie dit oui de Geneviève Albert
  - Rodéo (en) de Joëlle Desjardins Paquette (en)